# سترمیلوو
سترمیلوو (به چکی: Strmilov) یک منطقهٔ مسکونی و شهرستان دارای شهرک سابقاً روستا در جمهوری چک است که در ناحیه ییندریخوف هرادتس واقع شده‌است. سترمیلوو ۱٬۴۵۶ نفر جمعیت دارد.

## خواهرخوانده
شهر Trubschachen خواهرخواندهٔ سترمیلوو هست.